# Neocarpenteles acanthosporum
Neocarpenteles acanthosporum är en svampart som först beskrevs av Udagawa & Takada, och fick sitt nu gällande namn av Udagawa & Uchiy. 2002. Neocarpenteles acanthosporum ingår i släktet Neocarpenteles och familjen Trichocomaceae.   Inga underarter finns listade i Catalogue of Life.